# Ratko Perić
Pour les articles homonymes, voir Perić et Ratko.
Ratko Perić, né le 2 février 1944 à Tuk dans municipalité de Rovišće en Croatie, est un Évêque émérite catholique, évêque du diocèse de Mostar-Duvno en Bosnie-Herzégovine depuis le 24 juillet 1993. Il succède ainsi à Pavao Žanić, dont il était devenu coadjuteur le 14 septembre 1992.
Il affirme que les apparitions mariales de Medjgorje, village qui du ressort de son diocèse, étaient fausses et inspirées par le démon et des appétits économiques.